# RCW 74
RCW 74 è una nebulosa a emissione visibile nella costellazione australe del Centauro.

## Osservazione

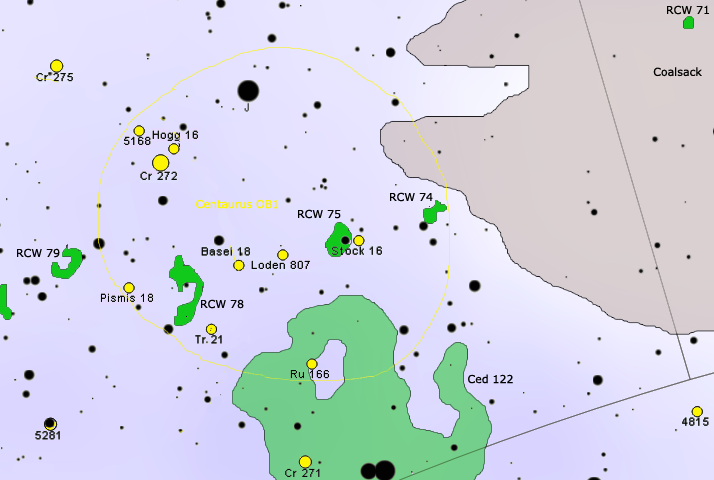
Mappa di RCW 74.

RCW 74 appare come una piccola nebulosa dalla forma irregolare situata nella parte meridionale della costellazione, immersa in un ricco campo stellare della Via Lattea australe; si presenta in parte oscurata dalle propaggini orientali più esterne della Nebulosa Sacco di Carbone, che si sovrappone lungo la sua linea di vista. Sebbene non sia molto appariscente nella banda della luce visibile, risulta ben osservabile nell'infrarosso e specialmente nell'Hα.
Trovandosi a declinazioni fortemente australi, la sua osservazione è possibile solo dalle regioni dell'emisfero australe terrestre e da quelle tropicali dell'emisfero boreale; dall'emisfero sud appare circumpolare fino alle latitudini subtropicali. Il periodo più indicato per la sua osservazione nel cielo serale va da marzo ad agosto.

## Caratteristiche
Si tratta della parte più cospicua di una grande regione nebulosa in cui sono attivi importanti processi di formazione stellare; questo grande complesso, indicato con la sigla GRS 305.40 +00.20, giace in una regione inter-braccio della Via Lattea compresa fra il Braccio del Sagittario e il Braccio Scudo-Croce, e sembra rivelare la presenza di uno sperone simile al nostro Braccio di Orione ma dalla struttura molto meno omogenea, indicato come Sperone del Centauro. L'esistenza di questa struttura galattica minore è suggerita anche dalla posizione di un ammasso situato pochi gradi più ad ovest, Hogg 15. Questa regione galattica appare oscurata da un unico complesso nebuloso formato da gas e polveri non illuminate situate alla distanza media di circa 1000 parsec. Il complesso nebuloso disterebbe invece circa 3800 parsec (12400 anni luce) e risulta essere una delle regioni di formazione stellare più attive dell'intera Via Lattea, in cui vengono generate in particolare stelle di grande massa.
La regione di RCW 74 ospita due ammassi aperti molto massicci identificati con le sigle Danks 1 e Danks 2, entrambi contenenti stelle calde e massicce di classe spettrale O e B, assieme alla stella di Wolf-Rayet WR 48a; questi due ammassi, all'apparenza molto simili, rappresenterebbero lo stadio iniziale dell'evoluzione di due ammassi gemelli simili al famoso Ammasso Doppio di Perseo.
Gli indizi dell'attività di formazione stellare sono dati dalla presenza di diverse sorgenti di radiazione infrarossa, due delle quali individuate dall'IRAS, e di alcuni maser, fra i quali quattro a metanolo, uno ad acqua e due a idrossido. Le responsabili della ionizzazione della nebulosa sarebbero tre stelle di classe spettrale B, fra le quali spicca la supergigante blu HD 114122, di classe B0.5Iab e magnitudine 8,62; tuttavia questa stima potrebbe risultare incompleta, dato che dal lancio del Telescopio Spaziale Spitzer non sono state compiute ulteriori analisi in questo senso sulla regione nebulosa. Fra le sorgenti individuate nell'infrarosso vi sarebbero anche quattro stelle massicce, due delle quali potrebbero far parte di un'associazione OB situata nelle vicinanze. Nella medesima direzione e ad una distanza compatibile con RCW 74, è stato individuato un ulteriore ammasso aperto infrarosso, catalogato come [DBS2003] 23, e due stelle fortemente oscurate e con emissioni osservabili sempre all'infrarosso, [DBS2003] 83 e [DBS2003] 84.